# Miron (Chodakowski)
Miron, imię świeckie Mirosław Chodakowski (ur. 21 października 1957 w Białymstoku, zm. 10 kwietnia 2010 w Smoleńsku) – polski arcybiskup prawosławny, generał brygady, prawosławny ordynariusz Wojska Polskiego, doktor teologii.
Ukończył prawosławne seminarium duchowne w Warszawie. Następnie w 1979 złożył wieczyste śluby mnisze w monasterze św. Onufrego w Jabłecznej. Jeszcze w tym samym roku wyznaczono go do objęcia godności przełożonego tejże wspólnoty zakonnej, którą pełnił przez pięć lat. Od 1984 do 1998 kierował monasterem Zwiastowania Przenajświętszej Bogurodzicy w Supraślu, prowadząc jego odbudowę ze zniszczeń dokonanych w czasie II wojny światowej i doprowadzając do ponownej organizacji męskiej wspólnoty monastycznej. W 1998 wyświęcony na biskupa pomocniczego diecezji warszawsko-bielskiej z tytułem biskupa hajnowskiego, w tym samym roku został również prawosławnym ordynariuszem Wojska Polskiego. Ordynariatem kierował do swojej śmierci w katastrofie polskiego samolotu Tu-154M pod Smoleńskiem 10 kwietnia 2010.

## Życiorys

### Dzieciństwo i młodość
Był synem Jana Chodakowskiego i Marii z d. Iliaszuk, miał młodszą siostrę Barbarę. Rodzina jego matki pochodzi z Kaczałów, zaś ojca − ze wsi Krynica w gminie Narewka. Dziadkowie przyszłego hierarchy byli głęboko religijni, to od babci od strony matki nauczył się on języka cerkiewnosłowiańskiego. Rodzina przyszłego hierarchy przeniosła się ze wsi do Białegostoku jeszcze przed urodzeniem syna; Chodakowscy mieszkali w domu u zbiegu ulic Włókienniczej i Poleskiej. Gdy Mirosław Chodakowski miał siedem lat, jego ojciec zginął w wypadku. Przyszły duchowny ukończył w Białymstoku Szkołę Podstawową nr 12.
W dzieciństwie i wczesnej młodości był również ministrantem w soborze św. Mikołaja w Białymstoku. Tam spotkał arcybiskupa białostockiego i gdańskiego Nikanora, który skierował go na kształcenie w seminarium duchownym.

### Studia teologiczne i wstąpienie do monasteru
W 1972 wstąpił do Prawosławnego Seminarium Duchownego w Warszawie, które ukończył wraz z liceum ogólnokształcącym w 1976, zdając maturę. Jako słuchacz seminarium śpiewał w chórze soboru św. Marii Magdaleny w Warszawie i był hipodiakonem metropolity warszawskiego i całej Polski Bazylego. Kontynuował naukę w Wyższym Prawosławnym Seminarium Duchownym przy monasterze św. Onufrego w Jabłecznej, które ukończył w 1978.
17 grudnia 1978 złożył śluby zakonne w riasofor, 25 grudnia 1978 został wyświęcony na diakona, zaś 15 lutego 1979 − na hieromnicha. Wcześniej podjął wyższe studia na kierunku teologia, na Chrześcijańskiej Akademii Teologicznej w Warszawie. W listopadzie 1979 złożył wieczyste śluby mnisze przed metropolitą warszawskim i całej Polski Bazylim.

### Przełożony monasterów w Jabłecznej i Supraślu
W latach 1979–1984 sprawował funkcję przełożonego monasteru św. Onufrego w Jabłecznej. Równocześnie pracował w zlokalizowanych w klasztorze wyższych klasach prawosławnego seminarium duchownego jako wykładowca teologii zasadniczej.
15 czerwca 1984 został skierowany do pracy w nowo powstałej parafii Zwiastowania Bogurodzicy i św. Jana Teologa w Supraślu jako wikariusz, jednak już 25 listopada tego samego roku podniesiono go do godności ihumena, powierzając mu funkcję przełożonego supraskiego monasteru Zwiastowania Przenajświętszej Bogurodzicy i proboszcza przyklasztornej parafii. W klasztorze przeprowadził gruntowne prace remontowe (odbudowa cerkwi Zwiastowania Bogurodzicy, remont cerkwi św. Jana Teologa, zabudowań mieszkalnych, gospodarczych), w znaczny sposób przyczyniając się do jego odbudowy po zniszczeniach z okresu II wojny światowej i do pełnej reaktywacji supraskiej wspólnoty monastycznej w jej pierwotnym kształcie. Za swoją pracę duszpasterską został w 1986 nagrodzony palicą, zaś w 1989 – krzyżem z ozdobami.
Decyzją Soboru Biskupów 7 kwietnia 1990 podniesiony do godności archimandryty.
W 1996 obronił pracę magisterską w dziedzinie teologii nt. Ikona Matki Bożej Hodegetrii i jej kult na Białostocczyźnie.

### Biskup
Chirotonię biskupią przyjął 10 maja 1998, zostając tym samym wikariuszem diecezji warszawsko-bielskiej z tytułem biskupa hajnowskiego. W charakterze konsekratorów wystąpili m.in. arcybiskup białostocki i gdański, locum tenens metropolii warszawskiej Sawa, biskup grodzieński i wołkowyski Artemiusz oraz biskup włodzimiersko-wołyński Symeon. 15 sierpnia 1998 mianowany na stopień generała brygady, na katedrze Prawosławnego Ordynariatu Wojska Polskiego od 1 października 1998 (obowiązki objął 21 października). Objęcie przez niego katedry Prawosławnego Ordynariusza Wojska Polskiego było związane z wyborem poprzedniego ordynariusza, arcybiskupa Sawy, na zwierzchnika Polskiego Autokefalicznego Kościoła Prawosławnego.
Sprawując urząd, duchowny uczestniczył w uroczystościach państwowych (zarówno na szczeblu jednostek, jak i centralnym), wizytował polskie jednostki wojskowe uczestniczące w misjach zagranicznych (Kosowo, Czad, wzgórza Golan, Afganistan, Irak), brał udział w uroczystościach na cmentarzach polskich poza granicami kraju (Loreto, Bolonia, Monte Cassino, Tobruk, Narwik, Lenino, Katyń, Piatichatki, cmentarze ofiar rzezi wołyńskiej). Współorganizował prawosławne obchody Święta Wojska Polskiego w Hajnówce. Zorganizował w Warszawie siedzibę ordynariatu prawosławnego z kaplicą św. Bazylego Martysza. Zabiegał również o budowę w Warszawie prawosławnego soboru wojskowego, do którego planował przewieźć szczątki biskupa Sawy (Sowietowa). Starania te nie zostały jednak zakończone sukcesem za życia biskupa. Założył również parafię wojskową w Białej Podlaskiej, organizując cerkiew w budynku po zlikwidowanej jednostce lotniczej. Uczestniczył w życiu kulturalnym Hajnówki; interesował się sztuką, przede wszystkim malarstwem. Współorganizował festiwal „Hajnowskie Dni Muzyki Cerkiewnej” oraz studium psalmistów w Bielsku Podlaskim. Uczestniczył w dialogu między autokefalicznymi Kościołami prawosławnymi, w szczególności poprzez wymianę doświadczeń pomiędzy duszpasterzami sił zbrojnych. Regularnie brał udział w międzynarodowych spotkaniach kapelanów wojskowych różnych wyznań.

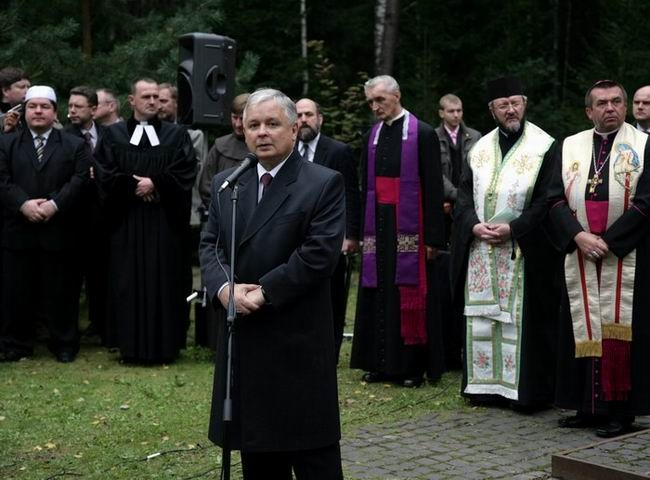
Arcybiskup Miron (drugi z prawej) podczas wizyty w Katyniu 17 września 2007. Na pierwszym planie Prezydent RP Lech Kaczyński, po prawej Roman Indrzejczyk i Tadeusz Płoski

Wielokrotnie w publicznych wypowiedziach podkreślał rolę armii dla właściwego funkcjonowania państwa i bezpieczeństwa jego obywateli. Twierdził również, iż dla budowy dobrze funkcjonujących sił zbrojnych niezbędna jest dbałość o postawę moralną żołnierzy. Pozytywnie wypowiadał się na temat przemian zachodzących w strukturze organizacyjnej Wojska Polskiego. W 1999 zdecydowanie potępił interwencję wojsk NATO w Jugosławii nazywając ją „krucjatą przeciwko prawosławiu”. Negatywnie odniósł się następnie do ogłoszenia niepodległości przez Kosowo i uznania jej przez Polskę.
Doktor teologii od 2003, na podstawie rozprawy 500-lecie Monasteru Zwiastowania NMP w Supraślu 1498–1998 roku.
Z okazji 10-lecia chirotonii biskupiej, 10 maja 2008 został podniesiony do godności arcybiskupa.
W 2009 Rzeczpospolita podała, iż biskup Miron był tajnym współpracownikiem SB o pseudonimie Mirek II. Hierarcha stanowczo zaprzeczył tym oskarżeniom i stwierdził, iż nienawidził komunizmu.

### Śmierć i pogrzeb

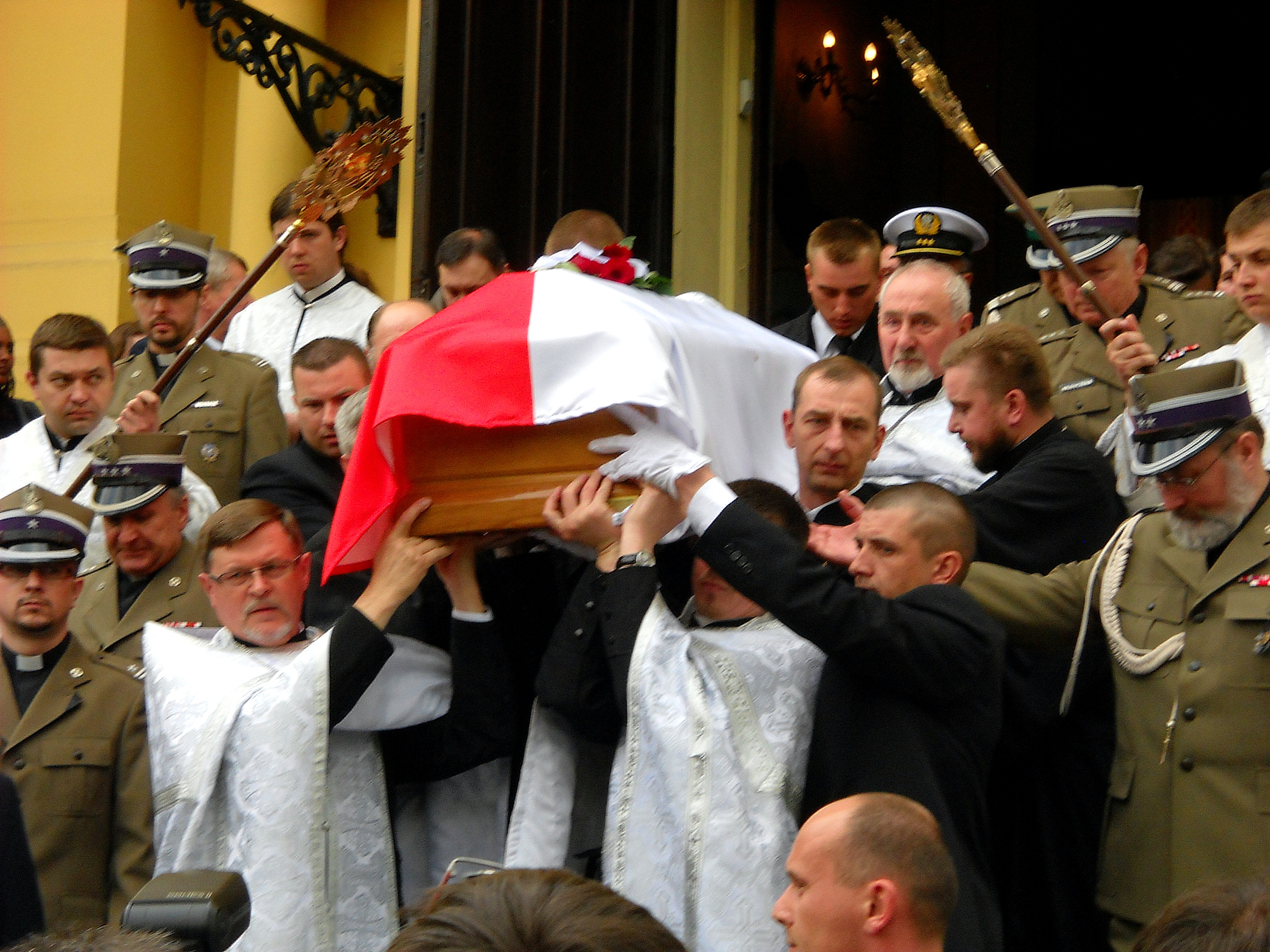
Uroczystości pogrzebowe arcybiskupa Mirona w soborze św. Marii Magdaleny w Warszawie

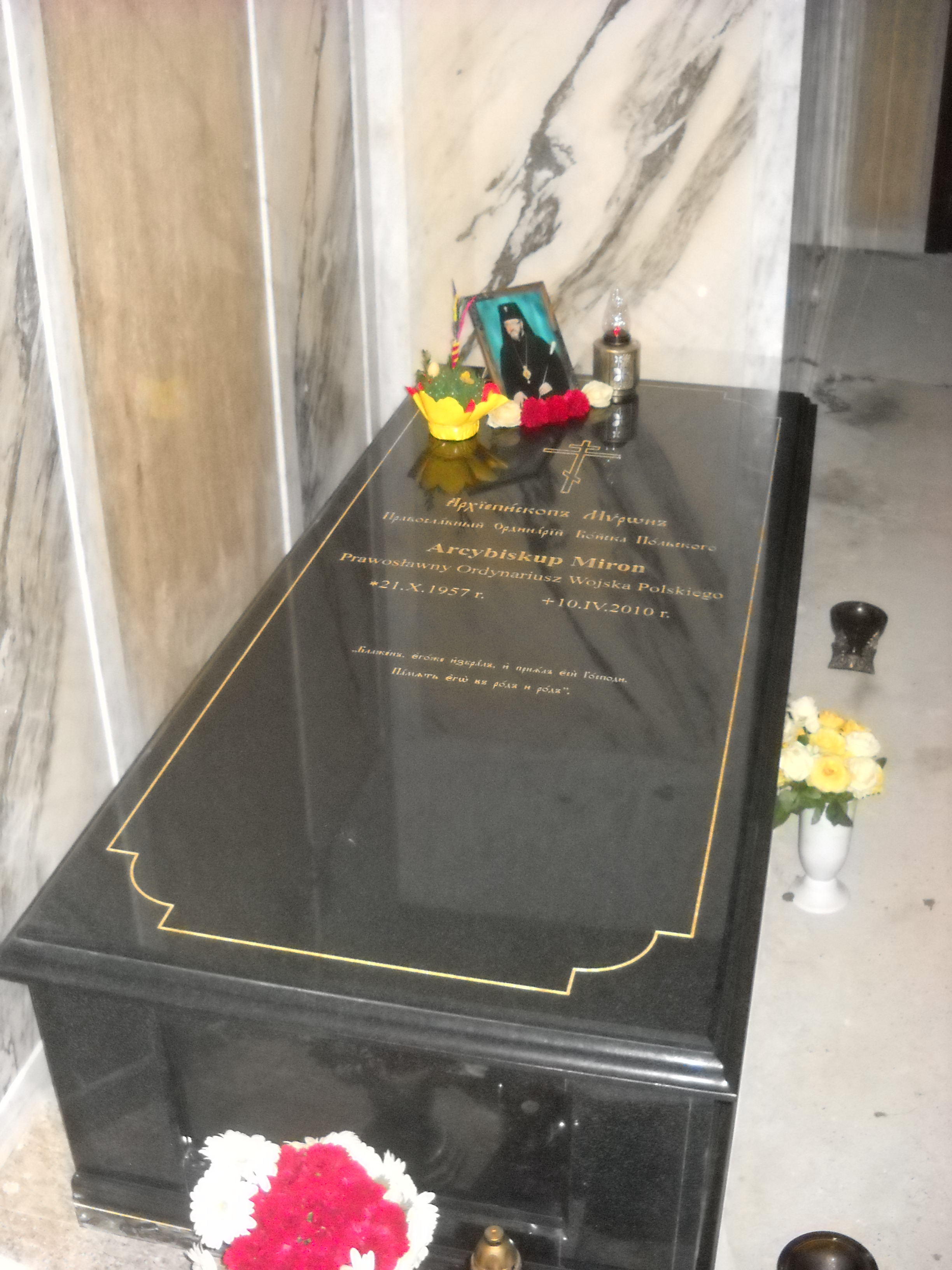
Grób arcybiskupa w Supraślu

Zginął 10 kwietnia 2010 w katastrofie polskiego samolotu Tu-154M w Smoleńsku. Razem z prezydentem Lechem Kaczyńskim, przedstawicielami władz państwowych oraz ordynariuszami Wojska Polskiego różnych wyznań udawał się na uroczystości związane z obchodami 70. rocznicy zbrodni katyńskiej. Ciało duchownego zidentyfikowali 13 kwietnia w Moskwie kapłani Prawosławnego Ordynariatu Wojska Polskiego: ks. Michał Dudicz i ks. Aleksy Andrejuk. Trumna ze szczątkami arcybiskupa została przewieziona do Polski razem z 29 innymi ciałami następnego dnia. Po czuwaniu przy wojskowej kaplicy św. Bazylego Martysza oraz uroczystościach w soborze w Warszawie, 19 kwietnia został pochowany na terenie monasteru w Supraślu w krypcie głównej cerkwi monasterskiej, zgodnie z własnym, wyrażonym wcześniej życzeniem.

### Ekshumacja i ponowny pogrzeb
Na mocy decyzji specjalnego zespołu śledczych Prokuratury Krajowej, kierowanego przez Marka Pasionka, zastępcę prokuratora generalnego Zbigniewa Ziobry, w nocy z 24/25 kwietnia 2017 ciało biskupa Mirona zostało ekshumowane w asyście policji i Żandarmerii Wojskowej, a następnie przewiezione do Zakładu Medycyny Sądowej w Lublinie. Decyzja ta, jak i jej wykonanie, spotkały się z oburzeniem i dezaprobatą wiernych oraz hierarchii polskiej Cerkwi prawosławnej, która uznała to za akt bezczeszczenia zwłok. W efekcie ekshumacji okazało się, że w jego grobie znajdowały się również szczątki biskupa polowego WP Tadeusza Płoskiego. Jego ponowny pogrzeb odbył się 30 maja 2017, a sama uroczystość miała skromny charakter.

## Odznaczenia i wyróżnienia
5 lutego 1999 otrzymał złoty Medal „Za zasługi dla obronności kraju”. 15 lutego 1999 w soborze św. Mikołaja w Białymstoku został odznaczony Orderem Świętej Równej Apostołom Marii Magdaleny I stopnia.
26 października 2000 został odznaczony Krzyżem Kawalerskim Orderu Odrodzenia Polski, order odebrał 10 października 2001. 10 sierpnia 2008 Minister Spraw Wewnętrznych i Administracji nadał mu złotą odznakę Zasłużony dla Ochrony Przeciwpożarowej.
20 stycznia 2010 otrzymał tytuł „Zasłużony dla Powiatu Hajnowskiego”.

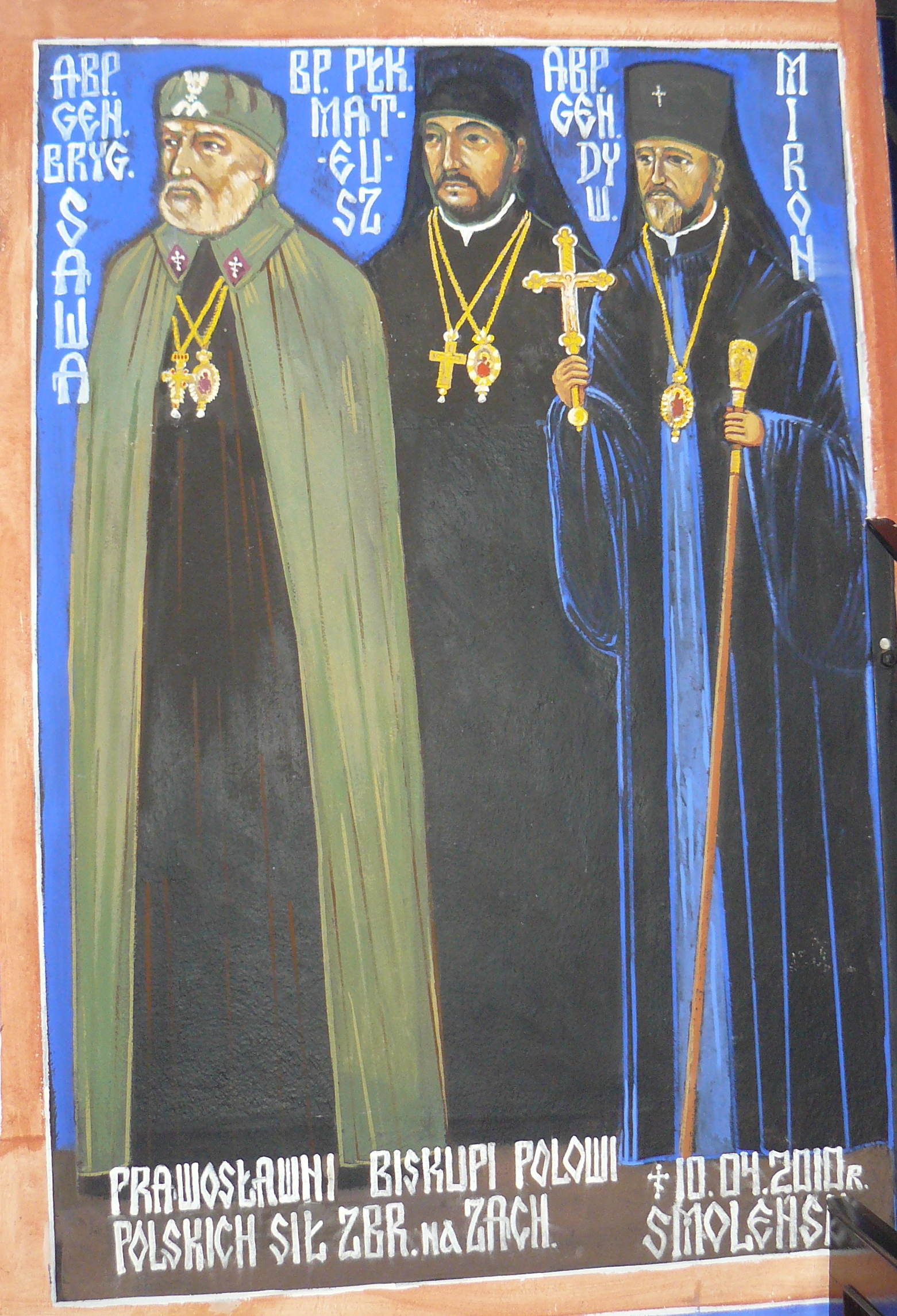
Arcybiskup Miron oraz arcybiskupi Sawa (Sowietow) i Mateusz (Siemaszko) na fresku upamiętniającym polskich prawosławnych biskupów wojskowych, cerkiew Świętych Cyryla i Metodego we Wrocławiu

15 kwietnia 2010 został pośmiertnie awansowany do stopnia generała dywizji.
16 kwietnia 2010 został pośmiertnie odznaczony Krzyżem Komandorskim Orderu Odrodzenia Polski. Odznaczony Missio Reconciliationis.
9 września 2010 otrzymał pośmiertne wyróżnienie „Zasłużony dla Warszawy”.
7 listopada 2018 otrzymał pośmiertnie Medal 100-lecia ustanowienia Sztabu Generalnego Wojska Polskiego.

## Upamiętnienie
27 kwietnia 2010 Rada Miejska Hajnówki nazwała imieniem Mirona (Chodakowskiego) rondo u zbiegu ulic Stefana Batorego, ks. Antoniego Dziewiatowskiego i Sportowej. Natomiast Rada Miejska Supraśla uchwałą z 25 maja tego samego roku nadała jego imię części ulicy Stanisława Konarskiego przylegającej do murów monasteru, w którym działał tragicznie zmarły arcybiskup. W 2013 postanowiono nadać imię Arcybiskupa Mirona rondu u zbiegu ulic Władysława Andersa i Wasilkowskiej w Białymstoku.
19 listopada 2010 Publiczne Gimnazjum w Narwi otrzymało imię abp. gen. dyw. Mirona (Chodakowskiego).
W pierwszą rocznicę śmierci arcybiskupa w soborze Świętej Trójcy w Hajnówce została odsłonięta tablica jego pamięci.
10 sierpnia 2014 na terenie monasteru w Supraślu otwarto Izbę Pamięci Arcybiskupa Mirona.
15 sierpnia 2014 popiersie biskupa Mirona zostało odsłonięte w Panteonie Bohaterów Sanktuarium Narodowego na Cmentarzu Poległych w Bitwie Warszawskiej w Ossowie.